# August von Kageneck
Le comte August von Kageneck, né le 31 août 1922 à Lieser en Rhénanie et mort le 13 décembre 2004 à Bad Oldesloe dans la région de Lübeck, est un journaliste et écrivain allemand. Au cours de la Seconde Guerre mondiale, il a été officier de panzers puis instructeur dans une école de blindés.

## Jeunesse
Issu d'une vieille famille noble, August von Kageneck naît dans un château à Lieser d'un père allemand et d'une mère d'ascendance germano-italienne. La famille Kageneck est de lointaine origine alsacienne, de Strasbourg, mais a émigré dans le sud du Saint-Empire, avant de se succéder de père en fils de 1263 à 1332 au Conseil de Strasbourg. Son père était un Generalmajor de la Première Guerre mondiale, attaché militaire à Vienne et aide de camp de l'empereur Guillaume II d'Allemagne, capturé par les Canadiens en 1918 puis libéré en 1919[réf. nécessaire]. Selon August, son père était un ami intime de François-Ferdinand ; l'assassinat de ce dernier déclencha la Grande Guerre. Kageneck était également le neveu de Franz von Papen, le vice-chancelier du Troisième Reich.
August a connu pendant son enfance l'occupation de la Rhénanie par l'Armée française. À la fin de celle-ci, il entre dans la Hitlerjugend à l'été 1934, il voit alors ses premiers défilés. En 1936, il est témoin de la remilitarisation de la Rhénanie par la Wehrmacht, sur l'initiative de Hitler. De famille très catholique, Kageneck reçoit plus tard une éducation très disciplinée chez les Jésuites. Il choisit de s'engager dans l'Armée allemande en avril 1939, suivant la voie de son père et de trois de ses quatre frères.

## Officier de la Wehrmacht
Ayant terminé sa scolarité, il intègre, avec le grade de Fahnenjunker, le 17e régiment de cavalerie de Bamberg en Bavière qui sera converti en régiment blindé après la campagne de l'Ouest. C'est à Bamberg que Kageneck rencontre Claus von Stauffenberg, qui sera le principal exécutant de l'attentat du 20 juillet 1944 contre Hitler. Il sort de sa formation militaire avec le grade de Leutnant. En septembre 1939 se déclenche la Seconde Guerre mondiale, par l'invasion de la Pologne, suivie de l'entrée en guerre de la France et du Royaume-Uni, le 3 septembre. L'Allemagne envahit le Benelux et la France le 10 mai 1940. Kageneck n'a pris part à aucun de ces combats. Cependant, son régiment est ensuite envoyé en France, et il a l'occasion de visiter Paris et ses environs.

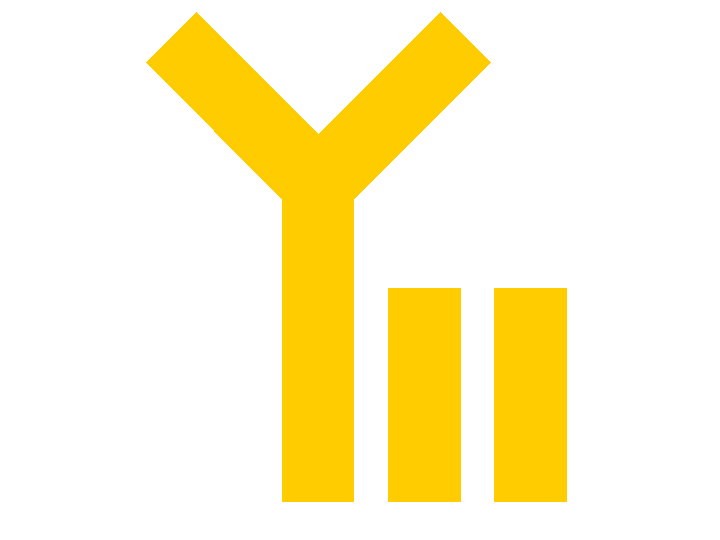
Emblème de la 9e division de panzers de 1941 à 1945.

Le 23 juin 1941, âgé de moins de 19 ans, il entre en URSS à la tête d'un peloton d'automitrailleuses du bataillon de reconnaissance de la 9e division de panzers au sein de la 9e armée dans le groupe d'armées Centre. Il prend part ainsi à l'encerclement de Kiev, aux combats pour Moscou, au début de la campagne d'été 1942 dans le secteur de Voronej, où il est grièvement blessé le 25 juillet 1942 à la suite d'une attaque de T-34. C'est au cours de la guerre à l'Est qu'il reçoit la croix de fer de 2e classe après la prise de Tarnopol puis celle de 1re classe quelques mois plus tard. C'est après ce fait d'armes que Kageneck a la connaissance des massacres perpétrés par la Waffen-SS, notamment par la division SS « Viking », à Tarnopol. Au cours de l'hiver suivant, en mars 1942, Kageneck reçoit la médaille du front de l'Est, tout comme les trois millions de soldats allemands qui combattent en Union soviétique.

Insigne de la « Panzer Lehr Division ».

Rétabli de ses blessures, il sert comme instructeur à l'école des blindés de Krampnitz (en) (près de Potsdam) jusqu'à la fin 1944. Le 20 juillet de la même année, Kageneck est chargé d'exécuter l'opération Walkyrie dans le secteur, opération reprenant des éléments planifiés de longue date par Hitler lui-même, mais dans le but de rassembler l'armée de réserve (plus d'un million d'hommes) afin de réprimer une éventuelle révolte ou menace à l'intérieur du Reich. Kageneck avait reçu l'ordre de neutraliser le PC du parti nazi et d'arrêter le Kreisleiter de Brünn. Mais l'ordre ne vient pas. C'est à ce moment qu'il apprend que c'était une tentative de coup d'État. Après la bataille des Ardennes et les combats devant Bastogne en décembre 1944, il reprend du service au bataillon de reconnaissance de la « Panzer Lehr Division ». Le commandant du bataillon étant blessé, c'est Kageneck qui en prend le commandement. Il prend part aux combats contre les Américains, notamment à Remagen, échappe à l'encerclement de la Ruhr et finit par être fait prisonnier par les Américains. Les Américains livrent des prisonniers allemands aux Anglais, qui eux-mêmes en livrent aux Russes. Kageneck réussit à prendre un train en direction du Rhin.
Ses quatre frères ont tous servi dans la Wehrmacht, notamment :
- Clemens a commandé la célèbre schwere Panzer-Abteilung 503, et a été décoré de la croix de chevalier de la croix de fer avec feuilles de chêne ;
- Fritz-Leo a servi dans la 2e division de panzers.

Ses deux autres frères ont été tués :
- Erbo, un as de la Luftwaffe aux 67 victoires (72, selon son frère)[17] et titulaire de la croix de chevalier de la croix de fer avec feuilles de chêne, a été abattu au-dessus de la Libye et il est mort des suites de ses blessures ;
- Franz-Josef, a été tué devant Moscou à la tête d'un bataillon du 18e régiment d'infanterie, régiment qui est devenu le sujet central du livre La Guerre à l'Est.

## L'après-guerre
Dans l'immédiat après-guerre, August von Kageneck vit à Wittlich tout en étant employé au Luxembourg chez un paysan. Cependant, devant traverser illégalement la frontière pour se rendre à son travail, il est à un moment donné surpris par les troupes françaises d'occupation : il est alors condamné à vingt jours de prison.
En 1955, il s'installe en France comme correspondant de nombreux journaux dont le quotidien Die Welt pour lequel il travaille pendant près de 16 ans. Il épouse une Française dont il a deux fils, nés en 1960.
Il préside un temps l'Association de la presse étrangère à Paris.
August von Kageneck a beaucoup œuvré pour une réconciliation entre la France et l'Allemagne, fondée sur la confession des crimes et la reconnaissance des fautes. À cet égard, dès 1948, il avait participé à une marche européenne de la jeunesse à Strasbourg.

## Écrivain
Il publie en France plusieurs ouvrages relatant son expérience de la guerre tels Lieutenant de panzers, en 1994 (réédition d'un ouvrage paru en 1968 sous le titre Lieutenant sous la tête de mort), Examen de conscience ou La Guerre à l'Est, aux éditions Perrin ; il publie également De la croix de fer à la potence qui est la biographie d'un officier allemand, d'abord enthousiasmé par la guerre mais qui, après une blessure en Afrique, commence à s'interroger sur son action, ce qui le conduit à la potence pour avoir participé à la tentative de renversement d'Hitler de juillet 1944. Il publie aussi un livre rédigé en collaboration avec Hélie de Saint-Marc, Notre Histoire, 1922-1945, tiré de conversations avec le journaliste Étienne de Montety.
Dans ses ouvrages, Kageneck met fin au mythe qui voulait absoudre l'armée traditionnelle des crimes de guerre perpétrés au cours de la Seconde Guerre mondiale pour en charger exclusivement les SS. Cette théorie avait été bâtie au moment de la Guerre froide, après l'échec de la CED, en 1955, car on voulait imposer le réarmement de l'Allemagne de l'Ouest pour s'opposer à la menace soviétique. Kageneck montre qu'en réalité certains membres de la Wehrmacht se sont fourvoyés dans la mise en œuvre du génocide hitlérien. Toutefois, Kageneck écrit dans son dernier ouvrage, qui fait office de testament, Notre Histoire, que l'immense majorité des Allemands n'ont découvert l'horreur des camps nazis qu'à l'issue du conflit, chacun ayant été pris « dans le tourbillon de la guerre ». Comme son coauteur, Hélie de Saint-Marc, il place beaucoup d'espoirs dans la construction européenne.
Son témoignage Lieutenant de panzers, est une autobiographie de la période où il était officier de carrière. Il retrace la vie quotidienne du soldat allemand lorsqu'il est au Front ou à l'arrière.
Il a également relaté l'histoire de son frère, Erbo von Kageneck, pilote de la Luftwaffe, dans son livre : Erbo, Pilote de chasse.
Le témoignage d'August von Kageneck, Lieutenant de panzers, a été utilisé en partie pour illustrer la série documentaire télévisée française Apocalypse, la 2e Guerre mondiale.

## Publications
- Lieutenant sous la tête de mort, Paris, La Table Ronde, 1968, 204 p.
- (trad. M.-L. Ponty-Audiberti), Les Démons, La Table ronde, 1976, 264 p.
- August von Kageneck, Lieutenant de panzers, Paris, Perrin, coll. « Tempus, no 51 », 2003 (1re éd. 1994), 194 p. (ISBN 978-2-262-02103-0)  — Lieutenant de panzers est la réédition sous un autre titre de l'ouvrage Lieutenant sous la tête de mort, dont le titre avait entraîné une confusion avec les Waffen-SS, voir l'introduction de Lieutenant de panzers, p. 9.
- « Un Allemand dans la débâcle », L'Express, no 2234, 28 avril 1994, p. 106 et 108.
- Examen de conscience – Nous étions vaincus mais nous nous croyions innocents, Perrin, 1996, 213 p.  (ISBN 978-2-262-01189-5).
- La Guerre à l'Est – Histoire d'un régiment allemand 1941-1944, Perrin, 1998, 200 p.  (ISBN 978-2-262-01367-7).
- Erbo, pilote de chasse – 1918-1942, Perrin, 1999, 233 p.  (ISBN 978-2-7028-3880-8).
- Notre histoire (1922-1945) avec Hélie de Saint Marc et Étienne de Montety,  éd. Les Arènes, 2002, 299 p.  (ISBN 978-2912485342).
- De la croix de fer à la potence : Roland von Hoesslin un officier allemand résistant à Hitler, Perrin, 2003, 197 p.  (ISBN 978-2-262-01942-6)  — Contient des lettres de Hoesslin à sa famille, 1939-1944.
- La France occupée (préface et postface de Jean-Paul Bled), Perrin, 2012, 226 p.  (ISBN 978-2-262-01680-7).

## Décorations
Trois fois blessé, il est décoré de la croix de fer 2e et 1re classes ainsi que de la médaille du front de l'Est.